# Liège-Bastogne-Liège 2015
Liège-Bastogne-Liège 2015 var en endagsklassiker, der fandt sted i de Ardennerne i Belgien den 26. april 2015. Det var den 101. udgave af Liège-Bastogne-Liège og var det fjerde monument i 2015-sæsonen. Løbet var en del af UCI World Tour 2015 og blev organiseret af Amaury Sport Organisation (ASO), der også arrangerer Tour de France.

## Hold og ryttere
| UCI WorldTeams (17)- AG2R La Mondiale - Astana - BMC Racing Team - Cannondale-Garmin - Etixx-Quick Step - FDJ - Giant-Alpecin - IAM Cycling - Katusha - Lampre-Merida - Lotto NL-Jumbo - Lotto-Soudal - Movistar Team - Orica-GreenEDGE - Sky - Tinkoff-Saxo - Trek Factory Racing UCI Professionelle kontinentalthold (8)- Bora-Argon 18 - Cofidis, Solutions Crédits - Cult Energy - Europcar - MTN-Qhubeka - Roompot Oranje Peloton - Topsport Vlaanderen-Baloise - Wanty-Groupe Gobert |
| |

### Danske ryttere
- Jakob Fuglsang kørte for Astana Pro Team
- Michael Valgren kørte for Tinkoff-Saxo
- Chris Anker Sørensen kørte for Tinkoff-Saxo
- Rasmus Quaade kørte for CULT Energy Pro Cycling
- Rasmus Guldhammer kørte for CULT Energy Pro Cycling
- Martin Mortensen kørte for CULT Energy Pro Cycling
- Michael Reihs kørte for CULT Energy Pro Cycling

## Resultat
| Nr. | Rytter                   | Hold             | Tid        |
| --- | ------------------------ | ---------------- | ---------- |
| 1   | Alejandro Valverde (ESP) | Movistar Team    | 6h 14' 20" |
| 2   | Julian Alaphilippe (FRA) | Etixx-Quick Step | + 0"       |
| 3   | Joaquim Rodríguez (ESP)  | Team Katusha     | + 0"       |
| 4   | Rui Costa (POR)          | Lampre-Merida    | + 0"       |
| 5   | Roman Kreuziger (CZE)    | Tinkoff-Saxo     | + 0"       |
| 6   | Romain Bardet (FRA)      | Ag2r-La Mondiale | + 0"       |
| 7   | Sergio Henao (COL)       | Team Sky         | + 0"       |
| 8   | Domenico Pozzovivo (ITA) | Ag2r-La Mondiale | + 0"       |
| 9   | Jakob Fuglsang (DEN)     | Astana Pro Team  | + 0"       |
| 10  | Daniel Moreno (ESP)      | Team Katusha     | + 0"       |